# Biernatki (powiat poznański)
Biernatki – wieś w Polsce położona w województwie wielkopolskim, w powiecie poznańskim, w gminie Kórnik nad Jeziorem Bnińskim, 3 km na południe od Kórnika.
W latach 1975–1998 miejscowość administracyjnie należała do województwa poznańskiego.
Pierwszy raz w dokumentach wieś pojawiła się w 1404 roku. We wsi odnalezione zostało jedno z największych w Wielkopolsce cmentarzysk kultury łużyckiej. Wieś ma charakter rolniczo-turystyczny. W okolicy jeziora usytuowane są ośrodki wypoczynkowe.